# Халхальское ханство
Халхальское ханство (азерб. Xalxal xanlığı) — вассальное ханство на территории северо-западного Ирана (провинция Азербайджан) в XVIII — начале XIX веков. Административно было частью Зенджанской провинции и Азербайджанского генерал-губернаторства. Столица — г. Халхаль.

## История

### Образование Халхальского ханства
Амиргунэ хан происходил из клана амирлу тюркского племени Афшар. Надир-шах принял его очень благосклонно и пригласил поступить к себе на службу. Его дядя Муса-бек активно участвовал в убийстве Надир-шаха.

Генерал-поручик Александр Суворов 28 июля 1780 года пишет: 
При взятии Назар-Али-ханом Ряшта Гедает-хан спасся на судне и вплыл в устье реки Сефитрыд, лежащей от Рящта в десяти часах к стороне Мазендерана; и писал к хальхальскому Амир-Гуне-хану, живущему от Рящта в 150 верстах к стороне Тевриза о вспоможении и обещая все им требуемое исполнить; Амир-Гуна-хан, якобы по просьбе сей прибыв с войском под Рящт, выгнал из оного Назар-Али-хана шахсеванского и по-прежнему отдал оный город в правление Гедает-хану; Назар же Али-хан, видя себя не в силах сделать сопротивление хальхальскому хану, пред выходом своим выжег все строение и сады в городе; но о сем известии подтверждения ожидать надлежит.Генерал-поручик Александр Суворов, Астрахань.
При сем и то еще поговаривают, что Тарым Халхальской Амир Гуни Хан выпросил у Азад Хана четыре тысячи человек войска, с тем, что он завоевать может Рященскую провинцию, которые ему будто и даны, под видом обороны владений его от всяких нападений, и что он Амир Гуни Хан к принятию мер своих о Ряще время не упустит; где паки начали его опасаться… Ряще о том нималейшего извести не было, а получено тогда, как оной напал уже на местечко Тарым, состоящее во владении за Рященским командиром Амир Гуни Ханом, которой набрав из Гилянских жителей и приезжих из других городов всяких наций торговых людей с 3000 человек, и вооружа их, пошел с ними в зделанную пред тем времянем в 8 милях от Рящи крепость, где 8 Ноября имел с неприятелем своим баталию, от которого будучи при первом сражении разбит, бежал в Мизандронь.П. Г. Бутков

## Халхальские ханы
- Амиргунэ хан Амирлу-Афшар, (1747—1782)
- Фарадж-Улла-хан хан Амирлу-Афшар, (1782—1794)
- Мухаммед-Гусейн-хан Амирлу-Афшар, (1794—1799)